# Le Secret enfoui de Night Shyamalan
Pour plus de détails, voir Fiche technique et Distribution.
Le Secret enfoui de Night Shyamalan, ou The Buried Secret of M. Night Shyamalan en anglais, est un film documentaire réalisé par Nathaniel Kahn en 2004, avec M. Night Shyamalan, tourné sur le plateau de tournage du Village, et diffusé sur la chaîne Sci Fi Channel le 18 juillet.

## Synopsis
Le documentaire retrace la vie de M. Night Shyamalan à travers plusieurs interviews de ses amis, et de la famille du réalisateur. Cependant, ce documentaire fut très controversé. 
En 2004, M. Night Shyamalan s'est retrouvé impliqué dans un canular en rapport avec la chaîne de télévision américaine : Sci Fi Channel. Cet évènement, largement couvert par la presse, a conduit la direction de Sci Fi, NBC Universal, à désavouer la chaîne en dénonçant l'irrespect des règles en vigueur chez la NBC, et en déclarant ne pas vouloir offenser le public.
En août 2004, alors que Le Village sort en salle en France, la chaîne Sci Fi Channel annonce la production d'un documentaire sur la vie privée de Night, intitulé « Le Secret enfoui de Night Shyamalan ». 
Tout a commencé un an plus tôt, en décembre 2003, alors que Night donne son accord pour participer au documentaire biographique prévu pour sortir huit mois plus tard, en même temps que son nouveau long métrage : Le Village.
Sci Fi Channel affirme dans son documentaire, tourné sur le plateau du Village, qu'au cours de son enfance, Night Shyamalan était passé pour mort pendant une demi-heure à la suite d'un accident de baignade à l'issue duquel on l'avait cru noyé. Le documentaire déclare ensuite que durant cet épisode, Night a eu le temps de communiquer avec les esprits... Le documentaire contient donc des informations exclusives et inédites sur la vie privée de Shyamalan. Et même, en cours de tournage, la chaîne annonce officiellement le retrait de Night du projet, car celui-ci considère que les questions sont trop personnelles.
En réalité, M. Night Shyamalan a collaboré avec Sci Fi pour la mise au point de ce canular. La chaîne lui a fait signer un contrat secret moyennant 5 000 000 $ : l'épisode de l'accident de baignade survenu au cours de l'enfance de Night est totalement fictif. La chaîne a aussi transmis de fausses informations biographiques à l'Associated Press. 
Finalement, lors d'une conférence de presse, Bonnie Hammer, Président Directeur Général de Sci Fi Channel, admet le canular, en l'assimilant à une sorte de guerilla marketing pour la promotion du film Le Village. Shyamalan déclare ensuite dans une dépêche pour l'Associated Press : « J'étais, bien sûr, impliqué dans la production de ce projet, mais je n'avais aucun rapport avec le département marketing. Sci Fi Channel n'avait qu'un objectif de vente, elle manquait totalement d'enthousiasme. »
Malgré tout, le 18 juillet 2006, le documentaire est diffusé sur les télévisions américaines. Cette diffusion suscite de nombreuses interrogations, comme celle de l'implication éventuelle de Shyamalan dans cet évènement publicitaire destiné à promouvoir son film.

## Fiche technique
- Titre original : The Buried Secret of M. Night Shyamalan ou M. Night: Portrait of a Filmmaker
- Titre français : Le Secret enfoui de Night Shyamalan
- Réalisation : Nathaniel Kahn
- Scénario : Melissa Foster
- Costume : Luca Mosca
- Photographie : Bob Richman
- Montage : Brad Fuller
- Musique : Jeff Beal
- Production : Geoff Garrett et Callum Greene
- Distribution : Sci Fi Channel
- Pays d'origine : États-Unis
- Langue : anglais
- Format : 1.85:1 - 35 mm - couleur - anglais
- Genre : Science-fiction
- Durée : 45 minutes
- Date de première diffusion : États-Unis : 18 juillet 2004

## Distribution
- Billy Arrowood
- Adrien Brody
- Deepak Chopra
- Johnny Depp
- Sean Andrew Fash
- Callum Greene
- Adrian M. Hickman
- Nathaniel Kahn
- Maggie Kiley
- Ilana Levine
- Brick Mason
- Chandler Parker
- Sharon Pinkenson
- Jicky Schnee
- M. Night Shyamalan
- Benjamin Smolen
- John F. Street
- Greg Urban